# Bolca
Bolca (Bulk in cimbro) è una località dei Monti Lessini in comune di Vestenanova (provincia di Verona) adagiata nell'alta Val d'Alpone, nota fin dalla metà del XVI secolo per gli straordinari fossili di pesci, il più celebre dei quali è la Mene rhombea, e piante provenienti dalle località della Pesciara e del Monte Postale (v. fossili di Bolca).
A queste località si possono aggiungere Spilecco e la Purga di Bolca, che hanno restituito fossili meno noti, ma ugualmente importanti. I fossili provenienti dalla zona di Bolca sono riferibili a diversi periodi dell'Eocene, ma i pesci sono attribuiti all'Ypresiano (Eocene inferiore)   .
Bolca è dominata dal Monte Purga (m 925), di origine vulcanica, e si affaccia sulla valle del torrente Alpone che nasce proprio a Bolca in località Scaronsi. Bolca ha origini molto antiche. Si ritiene che già nel 1000 a.C. fosse sede di un "castelliere" (villaggio fortificato) sul monte Purga e di successivi insediamenti romani, da cui deriva il nome "Bubulca".
Dal 1410 la Repubblica di Venezia occupò il territorio e nei secoli 1500 e 1600 la peste decimò la popolazione del luogo. Nel 1785 il Comune divenne Vicariato autonomo e con l'avvento di Napoleone fece parte del "Distretto della Montagna". Passò quindi sotto la dominazione austriaca e fu visitata dall'imperatore Francesco I d'Asburgo nel 1818.

## Geografia fisica

### Territorio
Il territorio della frazione di Bolca è molto ondulato, tipico delle prealpi venete. Il punto più alto è il Monte Pergo che svetta con i suoi 945 m s.l.m. mentre la contrada dei Sanzini è la più bassa a 353 m s.l.m. e si trova nel confine con il comune di Crespadoro nella Valle del Chiampo.
Nel settore meridionale si snoda la Val d'Alpone con i vari paesi di Vestenanova, San Giovanni Ilarione, Montecchia di Crosara.
Nel settore orientale si trova la Val del Chiampo con i paesi di Crespadoro, Altissimo, San Pietro Mussolino, Chiampo ed Arzignano.
Nel settore settentrionale si trovano le montagne delle prealpi Veronesi e nel settore occidentale, superati alcuni monti, si trova la Val d'Illasi. Altri rilievi nelle vicinanze e di notevole importanza paleontologica sono il monte Vegroni ed il monte Purga.

### Idrografia

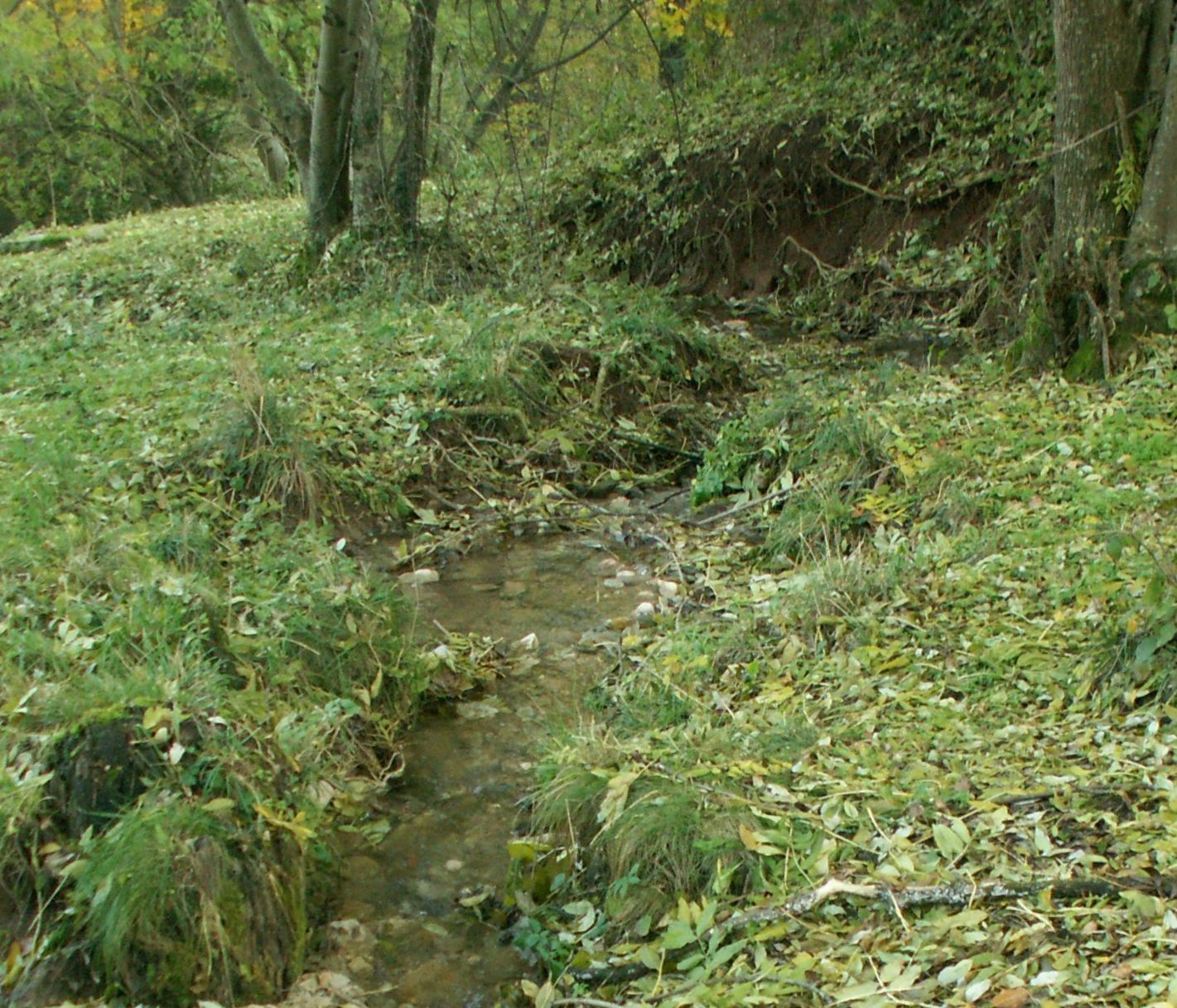
Sorgente dell'Alpone

La zona di Bolca è ricca d'acqua e di sorgenti. Qui nasce il torrente Alpone che percorre l'omonima valle lungo circa 25 km fino a San Bonifacio (32 km fino all'Adige), è impostata soprattutto su rocce di natura vulcanica.
Nasce sul Monte Pergo (945 m) e sul Monte Purga di Bolca (930 m), passa in profonde incisioni con cascate tra Vestenanova e Vestenavecchia e riceve a sinistra la Valle Vicentina. Poco più sotto, confluisce da destra la Val dei Molini che, dapprima stretta, si origina sul versante meridionale di Monte Pergo e sul Monte Cason (925 m), poi si allarga sui basalti del fondovalle e riceve a destra la valle Scura e la valle Spazzacamini tra Castelvero e Rancani.
Fino a San Giovanni Ilarione, la valle d'Alpone è abbastanza stretta e riceve a destra la Valle Birone e la Valle del Parolo. Da San Giovanni Ilarione a Montecchia di Crosara il fondovalle si amplia, mentre il torrente riceve a destra la val dei Muni, la val Checconi, la Valle Vicentina di Gamba-retti ed il Rio Albo. A sinistra vi sono la Val Rugolaro, la Val Boarie e la val di Danesi. Ora il torrente Alpone si fa pensile, così come i torrenti tributari (valle sovralluvionata) e riceve a destra la Val delle Caselle, la Val Crivellara ed il Rio delle Carbonare, poi Fiumicello, per finire con gli scoli della Val dell'Acqua a Monteforte. Da qui il torrente raggiunge San Bonifacio, dove riceve il Tramigna e il torrente Chiampo e prosegue a sud per Arcole, sfociando in Adige ad Albaredo.

### Orografia
Il paese di Bolca, situato nella parte alta della Val d'Alpone, è adagiato alle pendici del Monte Purga, possente montagna vulcanica. L'abitato è principalmente rivolto verso sud-ovest. Altri rilievi presenti sono il Monte Pergo che con i suoi 945 m s.l.m. sovrasta il paese, il Monte Spilecco dove sono stati ritrovati numerosi fossili.
L'abitato di Bolca è attraversato da due dorsali. La dorsale di Campofontana-San Bortolo, origina dal Monte Telegrafo (1562 m), scende a sud sul Colle Fantalon (1315 m) a Campofontana, tocca il Monte Spitz (1266 m), raggiunge il Monte Padella (1163 m) e il Monte Becco (1030 m) per poi arrivare a San Bortolo (918 m) per poi raggiungere Monte Pergo (945 m), dove si dirama in due parti. La seconda è quella di Vestenanova - Roncà - Montebello, inizia sul versante meridionale del Monte Purga di Bolca (930 m) e volge a sud-est per il Monte Castellaro (665 m), le Sengie di Sivieri (672 m) e il Monte Guarda (650 m) ad est di Vestenanova. Il versante orientale del Monte Purga di Bolca si abbassa verso nord-est al Monte Postale (683 m), mentre a sud-est raggiunge il Monte Zétele (511 m) in territorio vicentino. La linea della dorsale segue ora il confine tra le province di Verona e Vicenza e si abbassa al Monte Corpegan (549 m), raggiunge Monte Merlo (525 m), devia ad est per Monte Persico (533 m) e poi ancora a meridione per Monte Madarosa (561 m).
Ora la dorsale raggiunge il Monte Calvarina (682 m) da cui si dipartono alcune digitazioni laterali. A nord-est un ramo raggiunge Monte Parnese (231 m) verso Arzignano (118 m) nel vicentino, mentre ad est lungo il confine provinciale, un ramo prosegue per Monte Segan (504 m) e si abbassa a Monte Galda (374 m) per terminare nella Valle del Chiampo a Montorso (114 m) e a Montebello Vicentino (48 m). Verso sud-est un ramo scende al Motto Alto (504 m) ed al Monte Crestano (396 m) per terminare a Terrossa (68 m) e a Gambellara (70 m). A sud un ramo scende inoltre a Brenton (465 m) e raggiunge Roncà (78 m) con varie digitazioni, tra cui una tocca il Monte Duello (166 m), ad ovest del paese. Infine, alcuni rami occidentali si abbassano a Montecchia di Crosara (87 m).

### Clima
Il territorio di Bolca, facendo parte del comune di Vestenanova, è classificato climaticamente all'interno della fascia E.
Durante l'inverno le temperature oscillano tra i -10 °C della notte ai 9 °C del dì mentre d'estate le temperature possono arrivare fino a 30 °C. La temperatura media del mese di gennaio si aggira sugli 0 °C - 1 °C mentre quella di luglio tra i 19 °C - 20 °C.
Le precipitazioni piovose sono in media di 1100–1200 mm annui. La neve non supera i 100 cm.
L'umidità relativa media è di 60-70%. I venti dominanti sono di direzione ovest-est con delle brezze che scendono e salgono nelle valli e nelle dorsali.

## Origini del nome
Documentato nel 1276 come "Bovolca" e nel 1375 come "Bobulca", il toponimo sembra derivare dal tardo latino "Bobulca" nel senso di "pezzo di terra da arare e seminare".

## Storia
La presenza umana in Lessinia risale al 400.000 a.C., nel periodo interglaciale Mindel-Riss, quando gli uomini avevano imparato ad usare la selce per realizzare utensili per la caccia, per tagliare le pelli e per altri svariati motivi.
Le presenza umana accertata nel territorio di Bolca risale, però, all'età del Ferro (1000-100 a.C.) quando erano presenti dei castellieri nella zona sud del monte Purga. I primi insediamenti romani nella Val d'Alpone furono quelli di Bolca e di Castello di San Giovanni Ilarione, favoriti da una posizione strategica rispetto agli altri paesi della valle. In seguito nacque un altro insediamento a Vestenanova.
Nel XIII si trovavano dei castelli che in realtà erano modeste fortificazioni con cinta difensiva di pietra, alternata da palizzate di legno e terrapieni, che racchiudevano all'interno poche abitazioni con mura in pietra ma con tetti in paglia ed una torre o casa. Il XIV secolo è caratterizzato dalla dominazione scaligera. Il comune di Bolca, chiamato in quell'epoca Bobulca è uno dei 22 comuni soggetto al tribunale di Soave. Per quanto riguarda il castello di Bolca, si ipotizza che in quest'epoca scomparve per cause ancora sconosciute. Nel XV secolo prende il potere a Verona Gian Galeazzo Visconti che impone un governo autoritario e dittatoriale. In questo periodo il comune di Bolca appartiene al Vicariato di Tregnago, che dipende dal comune di Verona e si unisce a Volpiana.
Il XVI secolo è un periodo molto triste per Bolca e i comuni contigui. Nel 1509 scoppia la guerra tra Venezia e la Lega di Cambrai e nel 1511 si aggiungono una grande pestilenza e persino un terremoto. La grande pestilenza del 1511, portata dai soldati stranieri, si diffonde dappertutto, anche nella Val d'Alpone e crea danni enormi alle persone. E non è l'unica: nel 1500 se ne contano 14 e solo la fede lenisce l'angoscia delle popolazioni. Nel 1525 la chiesa di Bolca viene riconosciuta come "Rettoria" (parrocchia). È in questo periodo che a Bolca vengono scoperti per la prima volta i fossili. Nel 1555 il botanico senese Pietro Andrea Mattioli viene a Bolca per esaminare alcuni appena estratti e li descrive in un suo libro, divulgando così la notizia seguito, porterà a Bolca innumerevoli persone. Nel 1630 arriva una pestilenza ancora più devastante causata dall'arrivo dei Lanzichenecchi.
I morti sono numerosissimi: nel veronese 3 su 5. A Vestenanova gli abitanti scendono da 800 a 300 circa, a Bolca da 220 a 200. Contro questo contagio a Bolca viene eretto l'Altare della Madonna Addolorata. La pestilenza termina nel 1631 e il 16 luglio 1650 Bolca e Volpiana diventano possesso del Conte Alvise Vale. Nel 1797 Venezia cade in mano a Napoleone e quindi anche Bolca passa sotto il controllo dei francesi. È un'epoca in cui la popolazione vive male, deve pagare molte tasse ed è sottoposta a saccheggi e requisizioni dei beni. Anche i preziosi fossili di Bolca vengono portati a Parigi dagli emissari di Napoleone.

## Monumenti e luoghi d'interesse

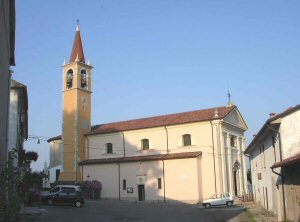

### Architetture religiose
- La chiesa di San Giovanni Battista domina l'abitato di Bolca e la Val d'Alpone dai suoi 890 metri di altitudine. È stata costruita nel 1860.

### Aree naturali e siti archeologici
- Bolca fa parte del Parco della Lessinia, che valorizza i suoi fossili e le sue bellezze paesaggistiche che la circondano.

## Società

### Religione
Nella frazione di Bolca sono presenti numerose famiglie cristiano-cattoliche, ma anche alcuni residenti di fede islamica o cristiani-ortodossi.
Il luogo di culto cattolico principale di Bolca è la Chiesa di San Giovanni Battista, eretta a nord del paese, alle pendici del Monte Purga.
Il cimitero, costruito con il tipico basalto nero del Monte Purga, si trova nel piazzale della chiesa.
Un'altra chiesa più piccola si trova in contrada Cracchi, a Nord-Ovest del paese.
Sparsi in tutto il territorio ci sono anche moltissimi capitelli dedicati a dei santi protettori.
Due croci dominano il paese dalle due cime più alte: il Monte Purga (930 m) e il Monte Pergo (945 m).

## Geografia Antropica

### Urbanistica
Il centro di Bolca è diviso in due vie e una piazza. Esse sono:
- via Villa Bolca, a sud della strada provinciale;
- via San Giovanni Battista, a nord della strada provinciale;
- piazza Eichstatt, all'ingresso del paese provenendo da Vestenanova.

Ogni zona del paese ha inoltre assunto un nome particolare:
- Trafeghi
- Paltani
- Nobili
- Mochi
- Preari
- Paiassa
- Tassi
- Busi
- Pii
- Conti
- Cili
- Caltrani
- Menegheti
- Villette
- Motti
- Spilecco
- Zonin

### Località
Nel territorio circostante sono presenti varie contrade quali:
- Cracchi
- Rama
- Calisti
- Covale
- Brusaferri
- Loschi
- Nori
- Rigoni
- Laisi
- Cappello
- Castello
- Campo di Sotto (Preari)
- Campo di Sopra
- Fenile
- Altura
- Gaiotte
- Ghieve
- Sanzini
- Venchi

## Cultura

### Scuole
Nel paese di Bolca sono presenti la scuola dell'infanzia e la scuola primaria. La prima sorge lungo la strada provinciale a nord del paese, mentre la seconda sempre lungo la provinciale ma nella parte opposta e più a sud.
La scuola dell'infanzia è stata dipinta recentemente ed è di colore giallo. È da poco intitolata a Don Angelo Siviero. Sopra questa si trova la sede della Pro Loco di Bolca e dell'asocciazione "Giovani di Bolca" organizzatori di eventi nel territorio.
La scuola primaria è di colore rosa ed è frequentata da circa 30 studenti. Accanto a questa si trova un campo da basket e pallavolo. Questa è intitolata a Giuseppe Verdi, famoso compositore.

### Musei
Bolca è celebre in tutto il mondo per i suoi giacimenti fossiliferi che si trovano sul territorio, il particolare quello della Pesciara. È presente un museo dedicato a questo tema con un grande acquario che riproduce un ambiente marino equatoriale, una sala video e conferenze, oltre a due sale per l'esposizione di numerosi campioni di fossili rinvenuti nel corso degli anni.

## Economia

### Agricoltura ed allevamento
Bolca è stato sempre dalla sua origine un paese agricolo. Fino a qualche anno fa la maggior parte delle persone erano contadini e lavoravano nei campi. Tra i prodotti principali c'è la patata, di qui è pregiata quella di Bolca, infatti negli anni sessanta si costituisce un consorzio in forma cooperativa, autorizzato e finanziato da un progetto pilota del Ministero allo scopo di sviluppare la coltivazione della patata da seme.
Il suo nome è CE.MO.PA (centro moltiplicazioni patate). Il terreno vulcanico e l'altitudine favoriscono la produzione di ottime patate da semina da vendere anche in pianura, dove il terreno è meno favorevole alla coltivazione. Si costruisce un magazzino per lo stoccaggio e la selezione delle patate che vengono importate dalla Danimarca, dai Paesi Bassi e dal Canada (le "Majestic", le "Kennebec", ecc.). Ai soci del consorzio viene garantita l'assistenza tecnico-scientifica di personale specializzato e si procurano anche i concimi e gli antiparassitari. Dopo il raccolto il prodotto viene selezionato e spedito a destinazione. Negli anni di maggiore produttività si toccano anche i 7.000 quintali di patate.
Negli anni settanta, sia per la concorrenza, sia per le avverse condizioni atmosferiche, l'attività deve cessare e nel 1971 il magazzino viene chiuso e i soci sono liquidati.
Ora le patate vengono prodotte a livello familiare, ma la loro qualità rimane molto buona e sono fortemente ricercate. Gli allevamenti di bovini ora sono abbastanza rari ma si sono sviluppati notevolmente quelli dei volatili a livello industriale.

### Industria
Il paese non è molto sviluppato a livello industriale ma esistono dei giacimenti di litantrace, il più esteso dell'intera provincia e suscitò clamore grazie alla "memoria" lasciata dal conte Ignazio Bevilacqua Lazise per conto dell'Accademia di Agricoltura di Verona (1817), il quale rivolse un invito accorato all'Imperatore affinché provvedesse ad un razionale sfruttamento di una risorsa in grado di portare ricchezza alla zona. 
L'estrazione iniziò verso la metà del Settecento ed interessò imprenditori italiani ed esteri (ne è rimasta traccia nella "galleria degli inglesi" in località Loschi), richiamando manodopera anche dalle vallate vicine. Accanto alle miniere (una ventina in tutto nel periodo di maggior sviluppo) operavano fornaci per la calce (calcàre).

## Giacimenti fossiliferi di Bolca

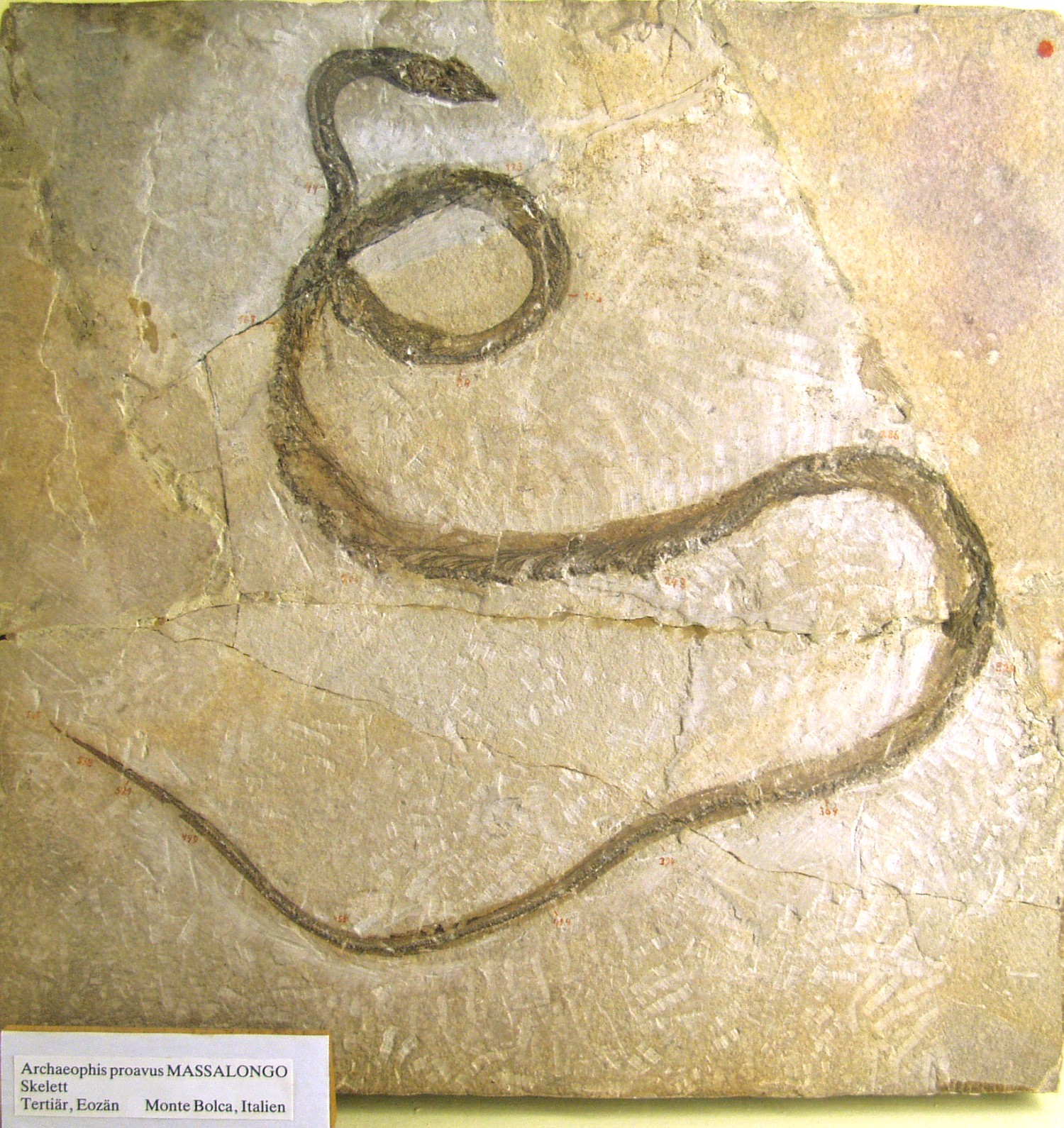
Archaeophis proavus Massalongo, Museum für Naturkunde (Berlin).

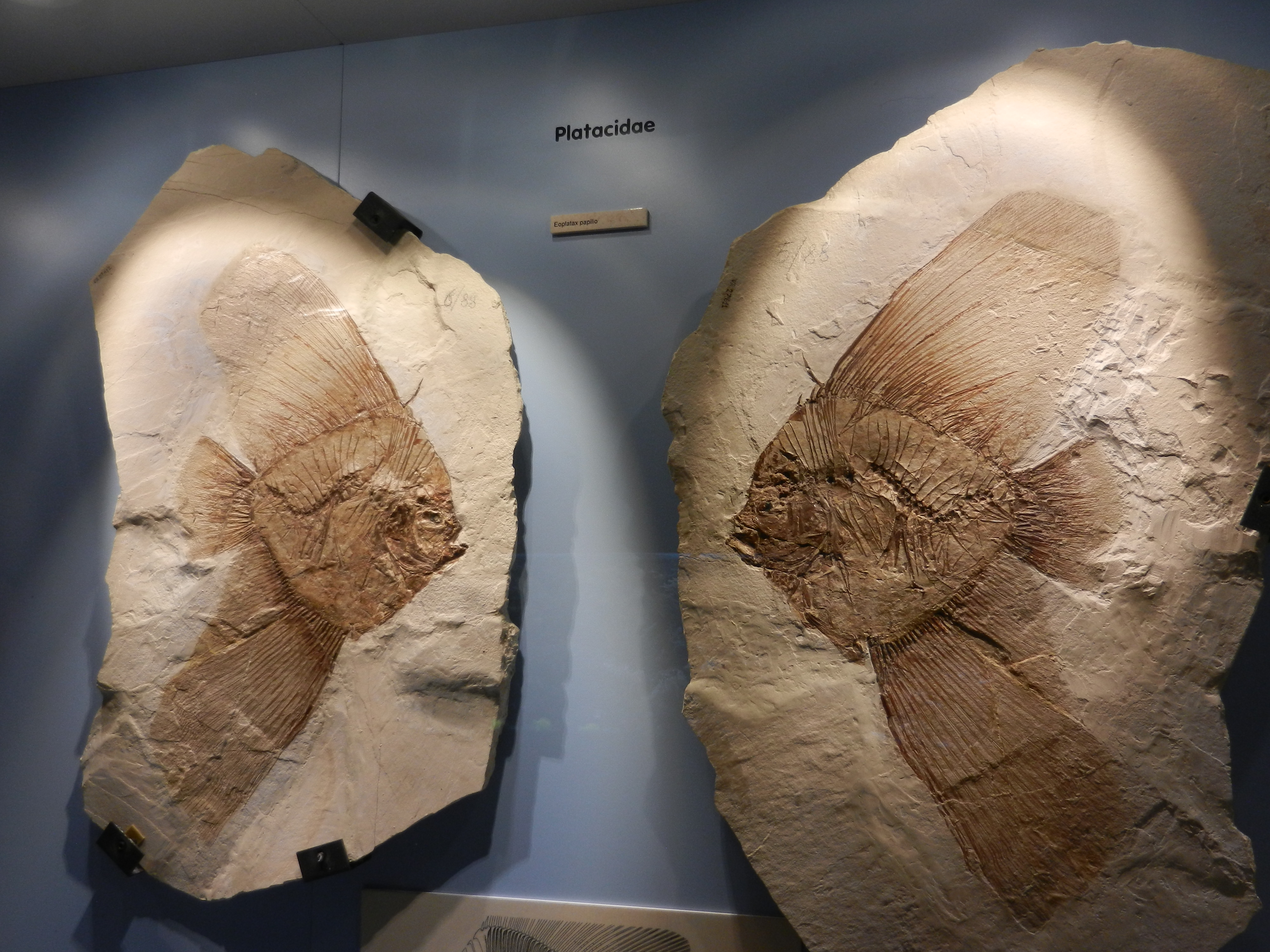
Fossili di pesci nel Museo Paleontologico di Bolca

I fossili rinvenuti nei giacimenti fossiliferi di Bolca, tra i più importanti al mondo per estensione, quantità delle specie faunistiche ritrovate, ma soprattutto per il perfetto grado di conservazione degli organismi fossilizzati, rispecchiano un habitat marino-costiero e più specificamente di tipo lagunare. Tra i vari fossili si possono ricordare alcuni crostacei, dei rettili, qualche piuma d'uccello, varie specie di insetti, ma soprattutto numerosi pesci, oltre 150 specie, tra cui anche squali, che conservano oltre al tessuto osseo anche parte dei tessuti organici, proprio per il particolarissimo processo di fossilizzazione verificatosi in questa zona costiera nel corso di circa 50 milioni di anni. La perfezione di questo processo di fossilizzazione è dimostrata dal rinvenimento di alcune meduse, il cui corpo costituito principalmente da acqua è estremamente difficile da conservare; le specie vegetali ritrovate, oltre 270, comprendono piante tropicali, alghe, palme e fanerogame marine. A differenza dì quel che si pensa, a Bolca non si sono ritrovati solo pesci fossili ma numerose specie animali e vegetali, e non solamente nella cava-miniera della Pesciara, ma in diversi siti, tutti con una propria storia geologica, in alcuni casi conosciuti e cavati da alcuni secoli (non a caso i fossili di Bolca sono presenti nei principali Musei del Mondo ed in ricche collezioni private). Da visitare è comunque il Museo Paleontologico di Bolca.

## Eventi
- TEDxBolca: terza domenica di settembre.

Evento indipendente sotto licenza TED organizzato dall'associazione "Lessinia Giovani APS".
- Festa della Paleontologia e della Montagna: Prima domenica di luglio

Istituita nel 1968 è diventata un momento di incontro per quanti amano la natura ed il mondo dei fossili e per affrontare i problemi del turismo e della valorizzazione del territorio.
- Festa dell'Ascensione:

Tradizionale festività religiosa con caratteristica processione sul monte Purga.
- Festa ai Cracchi: Primo Maggio

Si innestano tradizione e folclore. In passato vi si svolgeva la processione al lago omonimo. Benedizione macchine agricole.
- Festa alla Ghieve: Ultima domenica di luglio

Recupero di tradizioni popolari con proposte di prodotti gastronomici della zona.
- Festa della Patata: Seconda domenica di settembre

Degustazione e vendita delle patate.
- Appuntamenti di ferragosto:

Nel programma annuale della Pro Loco sono inseriti incontri e manifestazioni culturali.
Da segnalare inoltre le manifestazioni organizzate dal Gruppo Campanari, dal Gruppo giovani bolca, e del Gruppo Alpini dell'ANA.

## Itinerari turistici
La Pro Loco di Bolca, aderendo alle richieste dei turisti di poter conoscere, camminando, il
territorio bolcense, ha tracciato una serie di sentieri che consentano di apprezzare le caratteristiche e
le bellezze della zona, famosa per i suoi fossili, ma non solo.
Il prof. Serafino Zanderigo, nativo di Bolca e conoscitore del territorio dal punto di vista
naturalistico e scientifico, ha costruito sei percorsi ad anello e li ha tracciati contrassegnandoli nei
punti strategici con un pesciolino colorato su sfondo bianco.
Ogni sentiero è caratterizzato da un colore (rosso, blu, verde, viola, ciclamino e arancione) e
tutti partono ed arrivano al Museo dei Fossili di Bolca, eccetto il sentiero arancione che parte ed
arriva alla Chiesetta di S. Antonio Abate di Vestenavecchia, dopo essere passato da Bolca.
- Sentiero Rosso (circa 1 ora)

Partendo dal Museo dei Fossili di Bolca si sale alla Chiesa parrocchiale e alla sommità del Monte Purga, da cui si gode un amplissimo panorama di 360° che spazia dalla Vallata dell'Alpone, alla Valle del Chiampo, alla pianura Veneta, alle piccole e grandi Dolomiti, alla montagna di S. Bortolo e Campofontana e alla zona del Monte Pergo. Dopo la discesa in piazza, si imbocca il "Sentiero della Madonna" che parte dietro la chiesa e che attraversa il bosco della Purga, dove si possono ammirare i basalti colonnari. Ritornati in piazza si scende al Museo.
- Sentiero Blu (circa 2 ore)

Partendo dal Museo dei Fossili si raggiunge la Chiesa di Bolca, con un bel panorama sulle vallate dell'Alpone e del Chiampo e sulla pianura Veneta; si scende verso la nuova Casa di Riposo, nei pressi del Monte Spilecco e si gira attorno alla Purga ad una quota di circa 800 metri.
Percorrendo il bosco si può ammirare "la città dei sassi", una grande colata di pietre laviche, che la
vegetazione non è mai riuscita a coprire. Lungo il percorso si trovano interessanti affioramenti di lignite. Si rientra al Museo.
- Sentiero Verde (circa 3 ore)

Partendo dal Museo dei Fossili ci si dirige verso ovest, passando vicino al Monte Spilecco, famoso per i ritrovamenti di denti di squalo; raggiunta la contrada Venchi si sale sul Monte Pergo, fino alla grande croce di marmo e sul “moto dei Baldi”per ammirare splendidi panorami sulle vecchie contrade e sulle vallate dell'Alpone e del Chiampo; si scende alla croce del Monte Castellaro e successivamente alla tipica contrada "Feo" che conserva una rarissima tavoletta in marmo del 1573, di carattere profano, che identifica la “Casa del Sarto”; attraverso i boschi si raggiungono la vecchia "giassàra" e le sorgenti dell'Alpone, nelle vicinanze di Bolca e si rientra al
Museo.
- Sentiero Viola (circa 4 ore)

Partendo dal Museo dei Fossili si percorrono prati e boschi verso est per arrivare alle contrade Loschi e Brusaferri. Una variante consente di visitare la "grotta delle palme", visibili solo con una particolare illuminazione. La strada prosegue fino alla località Castegnare, dove si trovano un bar e il parcheggio degli automezzi, poiché da quel punto tutti devono proseguire a piedi per raggiungere la “Pessàra”, il luogo di escavazione dei fossili. Nel caso di chiusura della "Pessàra" è prevista una variante nella Valle Cherpa per raggiungere la contrada Valecco e salire quindi al "termene", dove si trova "la crose del galo". L'ultimo breve tratto, asfaltato, porta a Bolca e al Museo.
- Sentiero Ciclamino (circa 5 ore)

Partendo dal Museo dei Fossili si visitano le vecchie contrade poste a nord di Bolca: Loschi, Rigoni, Laisi (da vedere una bella colonnetta), Riva (con altra colonnetta), Covale (da vedere una croce e l'affresco su una casa), Gaiotte, Ghieve (splendido panorama su Durlo e Piccole Dolomiti), Rama (con un'antica colonnetta) e Cracchi (antica e famosa contrada con un Oratorio del 1700 costruito dagli abitanti e dedicato a S. Giovanni Nepomuceno). Una variante porta al "lago dei Cracchi" e un'altra al "buso dele angoane", luoghi affascinanti e ricchi di leggende. Si prosegue
fino ai Preari (con capitello e colonnetta) e si arriva alla zona dello Spilecco, con il capitello più
conosciuto di Bolca e si prosegue per il Museo.
- Sentiero Arancione (circa 5 ore)

Partendo dalla Chiesetta di Sant'Antonio Abate di Vestenavecchia si possono incontrare lungo il percorso 3 delle 4 croci erette, alla fine dell'Ottocento, da Celestino Baldo, un povero pastore di Vestenavecchia vissuto dal 1828 al 1900. La prima croce (1894) si trova nella piazza vicino alla Chiesa Parrocchiale; salendo attraverso boschi e contrade si giunge alla località Castellaro dove è stata recentemente restaurata la terza croce (1899), che era stata abbattuta da un fulmine.
Si sale sul "moto dei Baldi", luogo ideale per ammirare splendidi panorami, e poi sul Monte Pergo, ove svetta la seconda croce (1898). La quarta croce (1900) si trova sul Monte Quarto a S. Bortolo delle Montagne. Dal Pergo si scende a Bolca, attraverso lo Spilecco (ritrovamento dei denti di squalo) e si procede verso sud lungo le contrade Fenile, Camponogara (da vedere un capitello votivo), Rugolotti (luogo di coltivazione dei frutti di bosco), Cerati (con una bella croce in località Borgoletto), Stanghellini (con la cascata dell'Alpone) e ritorno a Vestenavecchia, ai piedi del colle della Fratta dove si erge dal XII secolo l'antica Pieve di S. Antonio Abate.

## Sport
Nel paese di Bolca sono presenti due strutture sportive: un campo da calcio e uno da calcio a 5.
- Il campo da calcio si trova a nord, lungo la strada provinciale all'uscita del paese. È in erba naturale ed è meta di numerosi ritiri estivi e scuole-calcio. Qui sono passate varie squadre tra cui la Sambonifacese[3] che milita in Lega Pro Seconda Divisione e il Bardolino Femminile, pluriscudettata in serie A donne.[4]
- Il campo da calcio a 5 è all'inizio del paese vicino a piazza Eichstätt. È in cemento rosso e qui si svolgono durante il periodo estivo numerosi tornei.
- Bolca, inoltre, è un punto di riferimento per quanto riguarda gli sport motoristici veronesi. Infatti è spesso attraversata dal Rally Due Valli ed è sede dello slalom "Città di Bolca"[5].

## Amministrazione

### Gemellaggi
- Il paese di Bolca è gemellato dal 1973 con il paese di Eichstätt nella Baviera.[senza fonte]